# Parafia Najświętszej Maryi Panny Królowej Polski w Pisarowcach
Parafia Najświętszej Maryi Panny Królowej Polski w Pisarowcach – parafia rzymskokatolicka w archidiecezji przemyskiej, w dekanacie Sanok I.

## Historia
W 1980 roku podjęto decyzję o budowie kościoła. W maju 1981 roku rozpoczęto budowę murowanego kościoła, według projektu arch. inż. Jana Rządcy. 27 września 1981 roku bp Ignacy Tokarczuk wmurował kamień węgielny. 13 grudnia 1981 roku odprawiono pierwszą mszę świętą. 9 maja 1982 roku bp Ignacy Tokarczuk poświęcił nowy kościół. 
6 maja 1986 roku dekretem bpa Ignacego Tokarczuka została erygowana parafia, z wydzielonego terytorium parafii w Dudyńcach.
Od sierpnia 2024 roku funkcję proboszcza parafii sprawuje ks. Paweł Ostafiński.
Na terenie parafii jest 766 wiernych.